# 칠레의 마천루 목록
이 글은 칠레의 마천루 목록이다.

## 목록
| 위치 | 건물                    | 시티     | 신장  | 층수 | 완성   | 영상 |
| ---- | ----------------------- | -------- | ----- | ---- | ------ | ---- |
| 1    | 그란 토레 산티아고      | 산티아고 | 300 m | 62   | 2013년 |      |
| 2    | 티타늄 라포르타다       | 산티아고 | 194 m | 52   | 2010년 |      |
| 3=   | 코스타 네라 센터 토레 1 | 산티아고 | 170 m | 41   | 2012년 |      |
| 3=   | 코스타 네라 센터 토레 2 | 산티아고 | 170 m | 41   | 2012년 |      |
| 5    | 불러 바드 케네디        | 산티아고 | 140 m | 40   | 1999년 |      |
| 6    | 토레 텔레포니카 칠레    | 산티아고 | 132 m | 32   | 1994년 |      |
| 7    | 토레 데 라 인더스트리아 | 산티아고 | 120 m | 33   | 1994년 |      |
| 8    | 트레토리 3000           | 산티아고 | 118 m | 31   | 2008년 |      |
| 9    | 토레 몰 센터            | 콘셉시온 | 115 m | 31   | 2009년 |      |
| 9    | 토레 센테 나리오        | 산티아고 | 115 m | 31   | 2000년 |      |

## 같이 보기
- 남아메리카의 마천루 목록